# Ophiusa recurvata
Ophiusa recurvata  là một loài bướm đêm thuộc họ Erebidae. Nó được tìm thấy ở Châu Phi, bao gồm Ghana.